# جان پارک کاستیس
جان پارک کاستیس (John Parke Custis) (۲۷ نوامبر ۱۷۵۴–۵ نوامبر۱۷۸۱)، مزرعه‌داری آمریکایی بود. وی پسر مارتا واشینگتن و فرزند خوانده جورج واشینگتن بود.

## کودکی
جان پارک کاستیس، پسر دانیل پارک کاستیس کشاور ثروتمند مالک تقریباً سه‌صد برده و هزاران جریب زمین و مارتا داندریج کاستیس، به احتمال زیاد در قصر سفید در مزرعه والدینش در رودخانهٔ پامونگی در شهرستان نیوکنت ایالت ویرجینیا متولد شد.
پس از مرگ پدرش در سال ۱۷۵۷ در حدود۱۸۰۰۰ جریب معادل (۷۳ کیلومتر مربع) زمین و تقریباً ۲۸۵ برده سیاه‌پوست تا رسیدن به سن قانونی برای وی به ودیعه گذاشته شد. در ژوئن سال ۱۷۵۹ مادرش با جورج واشینگتن ازدواج کرد. آقا و خانم واشینگتن او و خواهر کوچکترش مارتا (پتسی) پارک کاستیس (۱۷۷۳–۱۷۵۶) را در مونت ورنون بزرگ نمودند. واشینگتن سرپرست قانونی و متولی املاک خانوادهٔ کاستیس شد. به‌محض فوت خواهرش در سال ۱۷۷۳ در سن هفده سالگی، کاستیس یگانه وارث املاک خانواده کاستیس شد. «جکی» که توسط خانواده‌اش به این نام یاد می‌شد، یک کودک آشفته، تنبل «خودمختار» بود که هیچ علاقه‌ای به دورس خود نداشت.

## خانواده و کارها
جکی در سال ۱۷۷۳ در سن هجده سالگی، نامزدیش را با النور کارلوت دختر بندیکت سوینگیت کالورت و نوه‌های چارلز کارلوت بارون پنجم بال تیمور، به واشینگتن اعلان کرد. جورج و مارتا از انتخاب ازدواج توسط جکی به دلیل جوان بودن این این زوج، خیلی‌ها متعجب شدند. در جریان آن‌سال کاستیس دروس خویش را در کالج کینگ (که بعداً به دانشگاه کلمبیا تغییر کرد) در شهر نیویورک شروع کرد اما بعد از فوت خواهرش فوراً کالج را رها نمود.
کاستیش در سوم فوریه ۱۷۷۴ با النور در خانه خانوادگی‌اش در شهرک مونت آیری ازدواج کرد. عمارت بازسازی شدهٔ آن مرکز پارک ایالت راسارایویل در شهرستان‌ی شاهدخت جورج در مریلند است. این زوج بعد از ازدواج شان در مزرعهٔ قصر سفید مسکن گزین شدند. بیش از دو سال زندگی در قصر سفید، کاستیس مزرعه آبینگدون در شهرستان فیرفکس ایالت ویرجینیا (که اکنون در شهرستان آرلنگتون ویرجینیا قرار دارد)، را خریداری نمود. این زوج درجریان زمستان سال‌های ۱۷۷۹–۱۷۷۸ در آنجا مسکن گزین شدند.
شرایط خرید خانه آبینگدون برای کاستیس خیلی‌ها نامطلوب بود. اشتیاق و بی‌تجربگی وی به رابرت الکساندر مالک آبینگدون، این امکان را فراهم ساخت که در معامله از وی نفع بگیرد و کاستیس ملزم به پرداخت اصل خرید و بهره مرکب در یک دورهٔ ۲۴ ساله شد. بهره مرکب در قیمت خرید مبلغ ۱۲٬۰۰۰ پوندی، کاستیس را ملزم به پرداخت مبلغ ۴۸٬۰۰۰ در جریان ۲۴ سال می‌سازد. برای پرداخت بهره، کاستیس باید سالانه بیش از ۲٬۰۰۰ پوند را در طول مدت این قرارداد پرداخت نماید. بعد از اینکه جورج واشینگتن از شرایط خرید مطلع شد، به کاستیس اطلاع داد که «هیچ ملیکت در ویرجینیا (به استثنای تعداد محدودی تحت مدیریت بهتر) نمی‌تواند بهره ساده را متحمل شوند، پس چگونه بهره مرکب را بر آن وضع شود.»
عملکرد کاستیس در این قضیه و سایر موضوعات، در سال ۱۷۷۸ جورج واشینگتن را ترغیب به نوشتن نامه ذیل نمود: «ترس دارم که جک کاستیس علی‌رغم تذکر و مشورتی که برایش در مورد فروش سریع‌تر از خرید دادم، خود دست ویران کننده املاک خود باشد». فشارهای مالی ناشی از خریداری خانهٔ آبینگدون تا سال ۱۷۸۱ تقریباً سبب ورشکستگی کاستیس شده بود.
براساس یک گزارش، کاستیس در جریان محاصره بوستون در سال‌های ۱۷۷۶–۱۷۷۵ در جمله کارکنان واشینگتن به عنوان مأمور سری در نیروهای بریتانیی در آنجا خدمت کرد.
کاستیس در سال ۱۷۷۸ به عنوان نمایندهٔ شهرستان فیرفکس در مجلس برگس‌ها ویرجینیا انتخاب شد. جورج واشینگتن از عملکرد گزارش شده توسط او در مجلس قانون‌گذاری راضی نبود و به کاستیس چنین نوشت:
تصور نمی‌کنم سناتور جوانی همانند شما که تسلط اندکی بر مباحث سیاسی دارد، بتواند در یک مجلس عمومی متشکل از استعدادهای مختلف و نظریات متفاوت تآثیرگذاری زیادی داشته باشد، اما این اختیار را دارید که وقت‌شناس باشد.
جان و النور دارای هفت فرزند بودند:
- دختر بی‌نام (۱۷۷۵–۱۷۷۵) که مدت اندکی پس از تولد فوت نمود.
- الیزابت (الیزا) پارک کاستیس (۱۸۳۱–۱۷۷۶) که با یک مهاجر انگلیسی به‌نام توماس لا ازدواج کرد.
- مارتا (پیتسی) پارک کاستیس (۱۸۵۴–۱۷۷۷) که با توماس پتر ازدواج نمود.
- النور (نیلی) پارک کاستیس (۱۸۵۲–۱۷۷۹) (متولد آبینگدون) که با لارینس لیئوس ازدواج کرد.
- دختران دوقلوی بی‌نام (۱۷۸۰–۱۷۸۰) که بعد از سه هفته از تولد فوت نمودند.
- جورج واشینگتن (واش) پارک کاستیس (۱۸۵۷–۱۷۸۱) (متولد مونت آیری) که با ماری لی فیتزهاگ ازدواج کرد.

## مرگ
در جریان محاصره یورک تاون، کاستیس به عنوان دستیار غیرنظامی واشینگتن خدمت کرد. به هر حال، کاستیس زمانی‌که در یورک‌تاون بود به «تب کمپ» مبتلا شد، یک‌نوع بیماری که اکنون به‌نام تیفوس همه‌گیر یا اسهال خونی یاد می‌شود. کاستیس مدت کوتاهی پس از تسلیمی کارنوالیس، در ۵ نوامبر۱۷۸۱ در شهرستان نیو کنت در التهام ایالت ویرجنیا در خانه سرهنگ بورول باسط برادر زن مارتا واشینگتن، فوت نمود. وی در قطعه زمین خانوادگی‌اش در نزدیکی کوئینز کریک در شهرستان یورک نزدیک ویلیازمزبورگ دفن شد.
با مرگ زودهنگام کاستیس در سن ۲۶ سالگی، بیوه او دو فرزند کوچک خود (النور و جورج) را به مونت ورنون فرستاد تا توسط آقا و خانم واشینگتن بزرگ شوند. در سال ۱۷۸۳ خانم النور با دوید ستارت اهل الکساندریا استان ویرجینیا ازدواج نمود که از وی ۱۶ فرزند دیگر داشت.
اگر چه کاستیس در آبینگدون جایگاه و شهرت خوبی کسب نموده بود، اما موضوعات مالی وی به دلیل قضاوت ضعیف بازرگانی و مالیات ایام جنگ، در وضعیت آشفته و درهم و برهم قرار داشت. بعد از مرگ او در سال ۱۷۸۱ مذاکره تصفیه‌کنندگان املاک کاستیس روی پایان بخشیدن به معامله‌ای که کاستیس از طریق آن آبینگدون را خریداری کرده بود، بیش از یک دهه طول کشید. از آنجائیکه کاستیس بدون نوشتن وصیت فوت نمود، املاک وی تا زمان مرگ بیوه‌اش در سال ۱۸۱۱ به‌طور کامل تسویه نشد. چهار فرزند وی بیش از ۶۰۰ برده به ارث بردند.
بخشی از از املاک آبینگدون در محوطهٔ فرودگاه ملی رونالد ریگان واشینگتن قرار دارد. زمانی‌که کاستیس آبینگدون را خرید، همچنین ملکی را در نزدیکی آن خرید که پس از مرگ وی مزرعه آرلنگتون و بعداً به قبرستان ملی آرلنگتون تبدیل شد.